# 水晶浜海水浴場
水晶浜海水浴場（すいしょうはまかいすいよくじょう）は、福井県三方郡美浜町にある若狭湾の海水浴場である。

## 概要

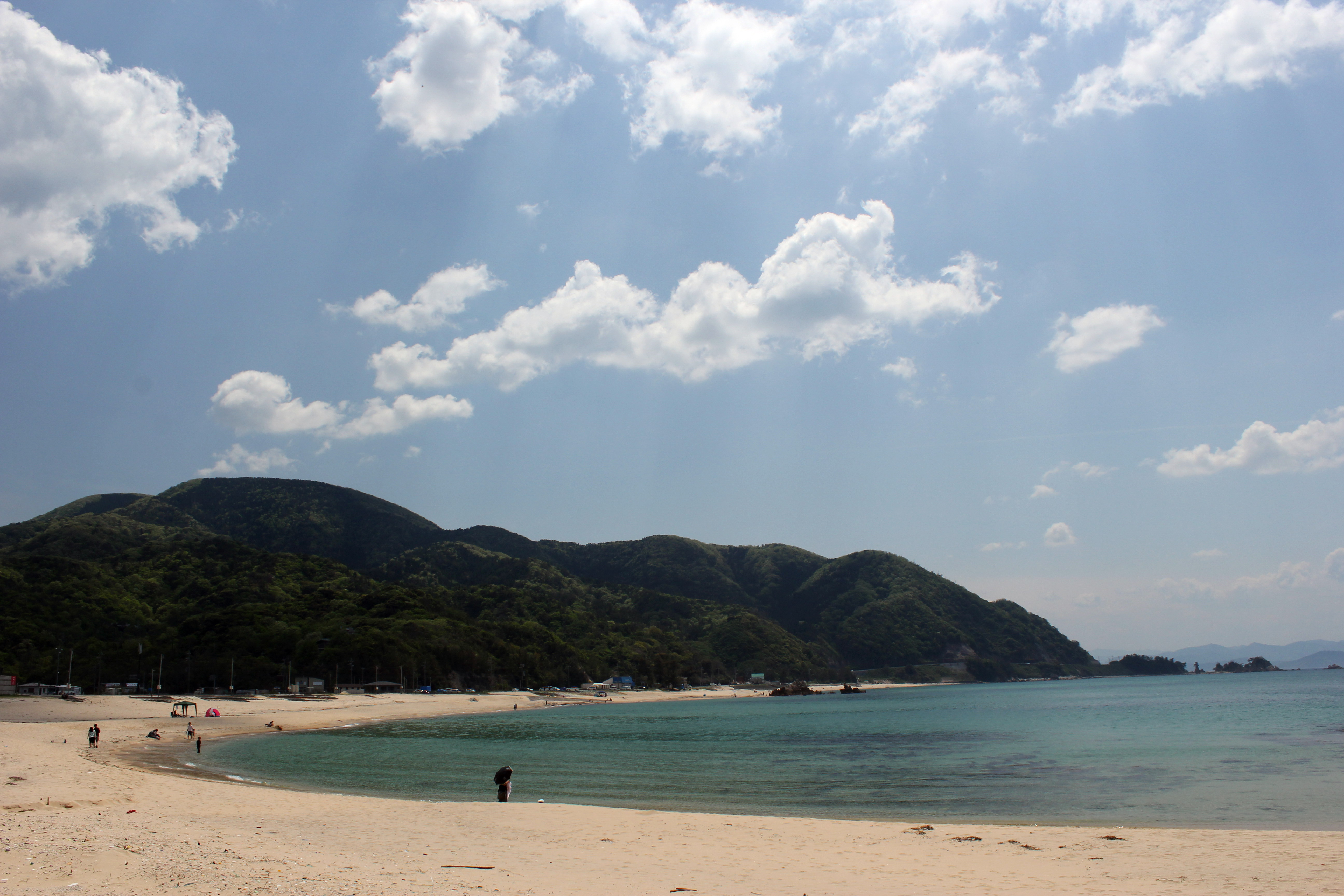
水晶浜海水浴場 4月の風景

敦賀半島の西側中央に位置し、若狭湾に面する砂浜からは常神半島が一望できる。砂は粒子が粗く丸い石で敷き詰められており、細かい水晶の上を歩いているような錯覚に陥る。海は遠浅で透明度が高く、北陸地方でも有数の渚として知られている。以上のような理由から日本の砂浜八十八選にも選出されている。管理は地元の竹波区によって行われている。
敦賀半島に数ある海水浴場の中でももっとも海水浴客の集まる砂浜のひとつである。また、半島西側にあるため「サンセットビーチ」としても人気が高く、夏に限らず夕暮れ時はカップルが集まるデートスポットとしても知名度が高い。
周辺の道路事情改善のため、福井県道33号佐田竹波敦賀線（敦賀半島縦断道路）の馬背峠を貫くトンネル建設などが行なわれた。

### 野生イルカの出没問題
2023年（令和5年）の海開き以降、野生のミナミハンドウイルカが何度も出没し、海水浴客がイルカにぶつかられたり、かまれたりし、5月から7月16日までに少なくとも6人がけがをした。地元では、海水浴客の受け入れを継続するかどうかが検討され、7月20日に安全対策を行った上で継続すると決められた。後に、この個体は石川県珠洲市の一帯に定着し、2022年に東尋坊付近で目撃されてから確認されてこなかった「すずちゃん」だと判明している。珠洲市にいた当時の「すずちゃん」は、人懐っこくて、人間が背中に跨っても嫌がらないほどに人間とも積極的にスキンシップを楽しんでいたとされているが、一説にはイルカと人間との不適切な距離感が「すずちゃん」の行動を変えた可能性があるとされている。

## 交通
- 路線バス
  - JR敦賀駅から白木行に乗車し、竹波バス停で下車。
- 自動車
  - 敦賀方面からは、北陸自動車道敦賀IC - 国道8号（長浜方面） - 国道27号（小浜方面） - 県道142号 - 県道33号を経由。
  - 舞鶴・小浜方面からは、舞鶴若狭自動車道若狭美浜IC - 国道27号（敦賀方面） - 県道118号 - 県道225号 - 県道33号を経由。

## 近隣施設
- 門ヶ崎
- 立石岬灯台
- 水島
- 関西電力 美浜発電所
- 日本原子力研究開発機構 もんじゅ
- 日本原子力発電 敦賀発電所
- 日本原子力研究開発機構原子炉廃止措置研究開発センター ふげん（廃炉作業中）